# Al-Mustánsir (califa abasí)
Al-Mustánsir bi-L·lah, de nombre completo Abû Ŷâ‘far al-Mustanṣir bi-Llâh al-Manṣûr ibn az-Zâhir (en árabe: منصور المستنصر بالله manṣūr al-mustanṣir bi-llāh), conocido como Al-Mustánsir (n. 1192-2 de diciembre de 1242) fue un califa abasí de Bagdad. Sucedió a su padre, Az-Záhir, después de su muerte en 1226. Su madre fue una umm walad turca.
Fue el fundador de la Universidad al-Mustansiriya en 1227, aún en funcionamiento después de su refundación en los años 60. Le sucedió su hijo Al-Mustá'sim, a la postre último califa de Bagdad. 